# Ryggmärg
| Ryggmärgen fram- resp. bakifrån. | Tvärsnitt genom ryggmärgens olika delar. | Baksidan av ryggmärgens övre del |
| Ryggmärgen fram- resp. bakifrån. | Tvärsnitt genom ryggmärgens olika delar. | Kaudalt sagittalsnitt            |
| Ryggmärgen. Vänster: Framifrån och bakifrån. Mitten: Tvärsnitt genom ryggmärgens olika delar. Höger, överst: Baksidan av ryggmärgens övre del. Höger, nederst: Ett sagittalsnitt genom kotkanalen visar ryggmärgens övergång i conus medullaris och dess kaudala avslutning i filum terminale. Illustrationer: Gray's Anatomy, 1918. (PD) |                                          |                                  |

Ryggmärgen (latin: medulla spinalis) är en tunn, rörformig förlängning av det centrala nervsystemet som sträcker sig från hjärnan ned i kotpelaren och omsluts av ryggkotorna. Vid stora nackhålet (foramen magnum) i nackbenet (os occipitale) övergår förlängda märgen (medulla oblongata) i ryggmärgen. I höjd med ländkotorna (vertebrae lumbales) L1–L2 smalnar ryggmärgen av i den konformade conus medullaris för att sedan övergå i ett filament (en tunn sträng), filum terminale, som är 15–20 cm lång och inte innehåller några nervtrådar. Nedre delen av ryggmärgen kallas cauda equina och är en förlängning av subarachnoidalrummet. Nervtrådar blir färre i kaudal riktning. Ungefär vid L1–L2 slutar ryggmärgen och övergår i ett 10-tal nervtrådar, cirka 5 stycken lumbala, 5 stycken sacralas och till sist en enda coccygeal (svanskota) nervtråd.
Ryggmärgens huvudsakliga funktion är att förmedla nervimpulser mellan kroppens perifera organ och hjärnan. Ibland kan ryggmärgen dock självständigt avge motoriska signaler utan att först "rådfråga" hjärnan, så kallade reflexer.
Hos vuxna män är ryggmärgen i genomsnitt omkring 45 cm lång och hos kvinnor omkring två centimeter kortare. Ryggmärgens position varierar dock med ryggradens rörelser så att den vid flexion av ryggraden dras något uppåt. Dessutom varierar dess längd i förhållande till ryggraden under fosterlivet. (Se fosterutveckling nedan).

## Ansvällningar
Ryggmärgen har två förtjockade avsnitt där nervplexa utgår till övre extremiteten respektive nedre extremiteten. 
Ryggmärgen är som tjockast vid halsansvällningen (intumescientia cervicalis) i cervikalregionen där ryggmärgen uppnår en diameter på drygt 1 cm och en omkrets på omkring 38 mm. Härifrån utgår spinalnerverna C4–T1 som ingår i armens plexa, plexus brachialis. 
Vid ländansvällningen (intumescientia lumbalis) i lumbalregionen utgår spinalnerverna L2–S3 som ingår i benens plexa, plexus lumbosacralis. Ländansvällningen har en maximal omkrets på omkring 33 mm vid den nedersta thorakalkotan varefter den snabbt smalnar av för att övergå i conus medullaris.

## Ryggmärgssegment

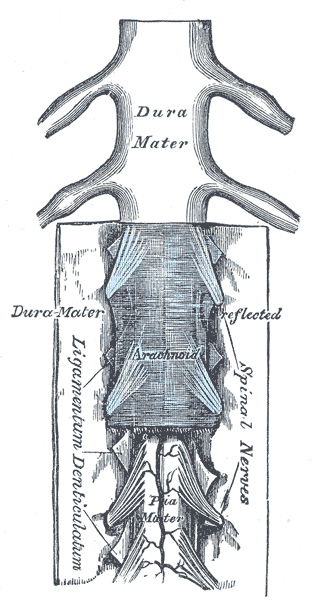
Ryggmärgshinnorna.
Illustration: Gray's Anatomy, 1918. (PD

På ryggmärgens yta finns inga spår av någon segmentering men av praktiska skäl brukar man ändå dela upp ryggmärgen i 31 ryggmärgssegment eller neuromerer. Från varje segment utgår symmetriskt två bakre sensoriska och två främre motoriska ryggmärgsrötter (radix medullae spinalis). Nervrötterna fortsätter från ryggmärgen transversellt eller kaudalt (nedåt) innan vardera sidans främre och bakre rot sammansmälter till spinalnerver (nn. spinales) i den nivå där de lämnar spinalkanalen via vänster och höger foramen intervertebrale.
Eftersom ryggmärgen är kortare än ryggraden ökar hos vuxna avståndet mellan ryggkotorna och spinalnerverna med samma nummer kaudalt. Till exempel återfinns segmenten som hör till lumbal- och sakralregionerna i nivå med ryggkotorna T9–L2.

## Ryggmärgshinnor
Det utrymme i kotkanalen (canalis vertebralis) som inte upptas av ryggmärgen innehåller tre skyddande ryggmärgshinnor (meninges spinalis) som separeras från varandra av två tubformade mellanrum. Ryggmärgshinnorna består liksom hjärnhinnan av bindvävshinna (meninges) och är, förutom att de skyddar ryggmärgen, fixerande och kärlförande. 
Den yttre, kraftiga hinnan dura mater är gråvit och uppbyggd av fibrös bindväv. Den sträcker sig från sitt fäste på den kant som omger foramen magnum ned till andra sakralkotans (vertebra sacralis, S2) nedre kant. Mellan dura mater och ryggmärgskanalens väggar finns epiduralrummet (cavitas epiduralis) som innehåller ett stort antal vener (plexus venosus vertebralis internus) och fettrik bindväv. Dessa fungerar tillsammans som ryggmärgens isoleringsmaterial.
Mellan dura mater och den underliggande hinnan finns ett tunt utrymme kallat subduralrum (spatium subdurale) som innehåller små mängder lymfvätska.
Arachnoidea, "spindelvävshinnan", täcker insidan av dura mater och har, som namnet antyder, ett spindnätsliknande utseende. Den är tunn och genomskinlig och avskiljs från pia mater av ett jämförelsevis brett mellanrum subaraknoidalrummet (cavitas subarachnoidales).

Tvärsnitt genom ett ryggmärgssegment.
Illustration: Polarlys, 2005. (GFDL, CC-BY 2.5)

## Grå och vit substans
Ryggmärgens perifera delar innehåller vit substans (substantia alba) som innehåller sensoriska och motoriska nervcellsutskott kallade axoner. Den centrala regionen, som har formen av en fyrklöver eller ett "H" i genomskärning, innehåller grå substans (substantia grisea) som innehåller nervcellskroppar, bland annat från nedre motorneuron, samt dendriter.

## Blodförsörjning
Ryggmärgen försörjs av spinalartärerna (aa. spinales) som sträcker sig från stora nackhålet till ländryggen. Dessa artärer försörjs i sin tur av (a. vertebralis), a. cervicalis ascendens, aa. intercostales posterior samt aa. lumbales.

## Fosterutveckling
I början av fostrets utveckling är ryggmärgen och ryggraden lika långa. Under fjärde fostermånaden börjar ryggraden växa ifrån ryggmärgen. Eftersom ryggmärgen är förankrad i hjärnan "dras" den mot hjärnan i takt med att ryggraden växer. Vid femte fostermånaden sträcker sig ryggmärgen till korsbenets (os sacralis) bas och vid födseln når den bara till tredje ländkotan (vertebra lumbalis) för att sedan successivt förkortas ytterligare en eller två ryggkotor.

## Ryggmärgsskador
- Ryggmärgsskada
  - Paraplegi
  - Tetraplegi
  - Pares
  - Guillain-Barrés syndrom
  - Multipel skleros
  - Fantomsmärta
  - Ryggmärgsbråck
  - Fjättrad ryggmärg
  - Borrelia
  - Lipom